# Xian MA60
El Xian MA60 (新舟60, Xīnzhōu 60, "Modern Ark 60") es un avión propulsado por turbohélice fabricado en China por la Xi'an Aircraft Industrial Corporation. El MA60 es una versión ampliada de la  Xian Y7-200A.

## Características
El avión recibió su certificado de tipo de la Administración de Aviación Civil de China en junio de 2000. El primer avión fue entregado a Sichuan Airlines en agosto de 2000.
A partir de octubre 2006, XAC ha recibido pedidos de más de 90 MA60. La fábrica había entregado 23 MA60s a finales de 2006, y espera entregar otras 165 unidades a finales de 2016.

## Variantes
- Xian MA60-100 Peso reducido para mejor rendimiento
- Xian MA60-SM Fearless Albatross  De patrulla marítima AMD ASW variante a la venta en Airshow China 2002
- Xian MA40 Reducción en la capacidad de transporte de 70 a 40 pasajeros variante salió a la venta en 2002.
- Xian MA60H-500 Una versión de carga militar del MA-60, con rampa de carga trasera.
- Xian MA600  Un MA60 mejorado, el prototipo se completó el 29 de junio de 2008.

## Accidentes e incidentes
- El 11 de enero de 2009, un Xian MA-60 de Zest Airways que operaba el vuelo 865, con 22 pasajeros a bordo y 3 tripulantes sufrió un accidente cuando aterrizó en el Aeropuerto Godofredo P. Ramos. El piloto giró bruscamente a la izquierda cuando tocó la pista de aterrizaje tras el impacto inicial el avión golpeó una barrera de concreto dañando seriamente la nariz. el tren de aterrizaje del avión resultaron dañados los engranajes y las hélices también sufrieron daños importantes. Tres personas resultaron heridas. No hubo víctimas mortales.
- El 3 de noviembre de 2009 un MA-60 de Air Zimbabwe golpeó a cinco jabalíes en el despegue del Aeropuerto Internacional de Harare. El despegue fue abortado con éxito, pero el tren de aterrizaje se derrumbó, causando daños considerables a la aeronave.
- El 18 de marzo de 2011 un MA-60 de TAM, matrícula FAB-96, realizó un aterrizaje de emergencia en el aeródromo de Rurrenabaque al no desplegarse el tren de aterrizaje. Todos los pasajeros resultaron ilesos aunque la incidencia provocó el cierre temporal del aeródromo.[4]
- El 7 de mayo de 2011, un Xian MA-60 de la aerolínea estatal Indonesia Merpati Nusantara Airlines, con 21 pasajeros a bordo y 6 tripulantes se precipitó al mar cerca de la provincia de Papúa, cuando realizaba maniobras de aproximación al aeropuerto de Kaimana en medio de la lluvia.
- El 9 de enero de 2012 el mismo MA-60 del TAM volvió a sufrir problemas al aterrizar en el aeropuerto de la localidad de Guayaramerín, en el departamento de Beni, con daños considerables en su estructura, pero sin pérdidas humanas. El incidente se debió nuevamente a que el tren de aterrizaje no se desplegó.
- El 10 de junio de 2013, un Xian MA60 de Merpati Nusantara Airlines se estrella en la pista 07 del Aeropuerto El Tari de Kupang. El copiloto selectó uno de los motores en rango beta involuntariamente e hizo que el avión se desplomara sobre la pista (6 G's registrados) lo que revienta la estructura alar, las hélices y rompe la rueda de morro. Ninguna víctima mortal, varios heridos.

## Operadores
China
- Joy Air (4)
- Wuhan Airlines
- Sichuan Airlines
- Okay Airways

 Filipinas

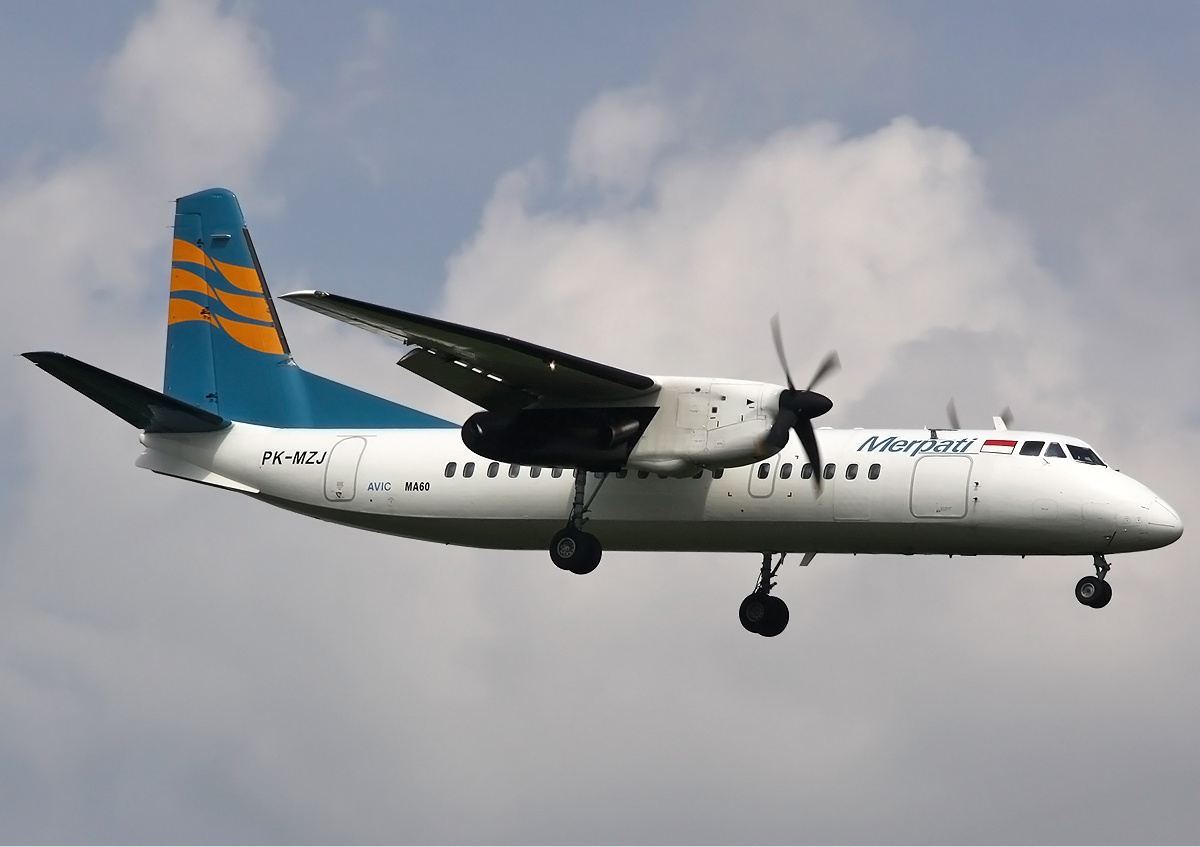
MA-60 de Merpati.

- Zest Airways Actualmente 4 en servicio, 1 perdido en accidentes.

 Sri Lanka
- Mihin Air 2 MA-60 ordenados en enero de 2010.

 Bolivia
- TAM (Transporte Aéreo Militar) 2 Adquiridos.[5]

 Tayikistán
- Tajik Air, 2 en servicio.

 Tonga
- Real Tonga, 1 en servicio

## Especificaciones (MA-60)
Referencia datos: Jane's All The World's Aircraft 2003–2004

### Características generales
- Tripulación: 2
- Capacidad: 60 pasajeros
- Longitud: 24,3 m (79,8 ft)
- Envergadura: 29,2 m (95,8 ft)
- Altura: 8,9 m (29,2 ft)
- Superficie alar: 75 m² (807,3 ft²)
- Peso vacío: 13 700 kg (30 194,8 lb)
- Peso máximo al despegue: 21800 kg

- Planta motriz: turbohélice Pratt & Whitney Canada PW127.
  - Potencia: cada uno.

### Rendimiento
- Velocidad nunca excedida (Vne): 514 km/h (319 MPH; 278 kt)
- Velocidad crucero (Vc): 430 km/h (267 MPH; 232 kt)
- Alcance: 1600 km (864 nmi; 994 mi)
- Techo de vuelo: 7620 m (25 000 ft)

### Desarrollos relacionados
- Xian Y-7
- Xian MA600

### Aeronaves similares
- Antonov An-140
- ATR 72
- Bombardier Dash 8
- CASA CN-235
- Ilyushin Il-114
- BAe ATP
- Fokker 50

### Listas relacionadas
- Anexo:Aviones de línea regionales